# Stadtmuseum Hattingen

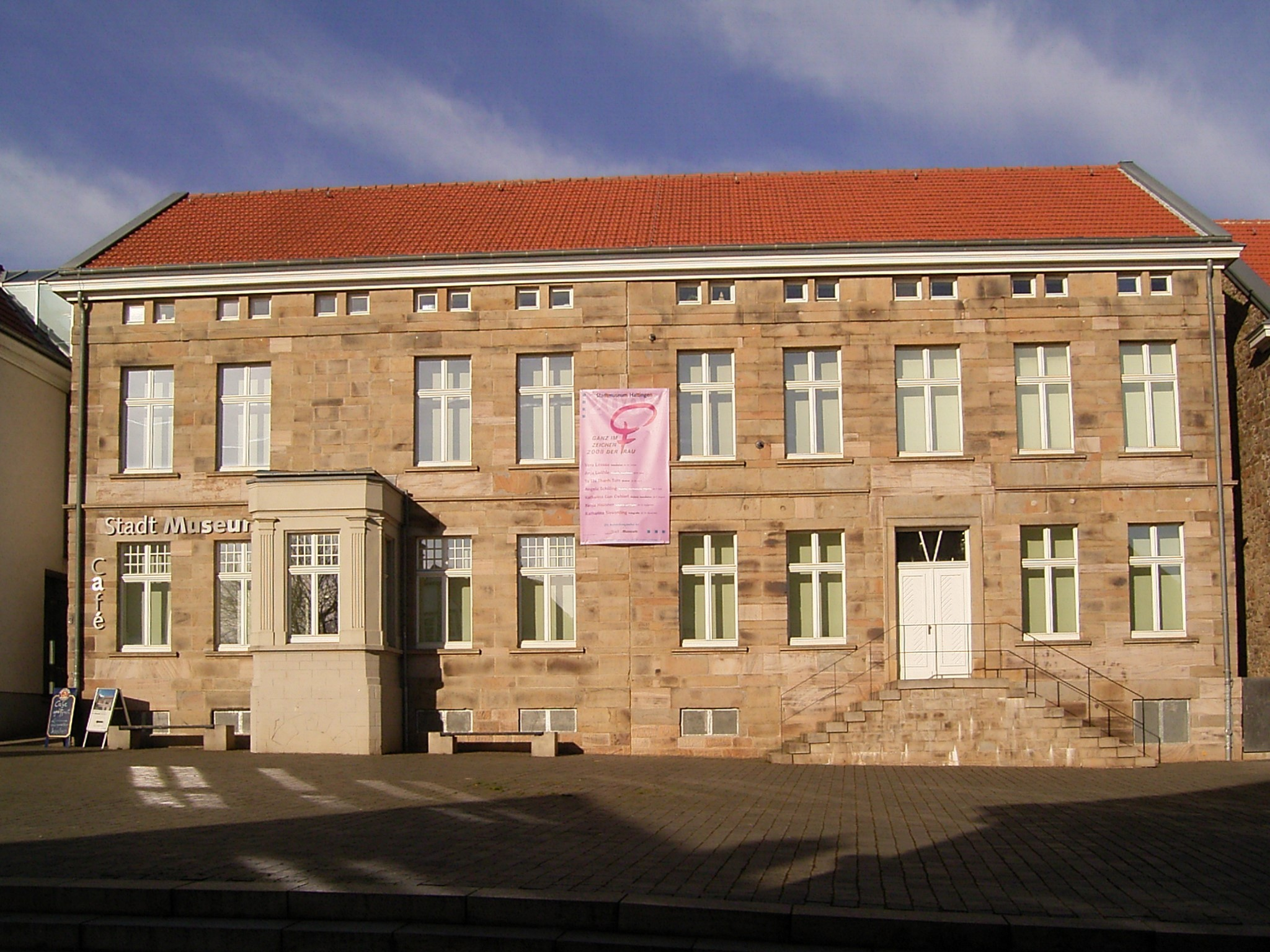
Das Stadtmuseum am Marktplatz

Das Stadtmuseum Hattingen wurde im Jahre 2001 im Stadtteil Blankenstein in den alten Amtshäusern (entstanden in den Jahren von 1840 bis 1904) im Kern der Ortschaft in unmittelbarer Nähe zur Burg Blankenstein und zum Gethmannschen Garten eröffnet. Die Sammlung befand sich zuvor im Alten Rathaus in der Hattinger Altstadt.
Die Dauerausstellung zeigt Exponate zur Stadtgeschichte Hattingens. Dazu zählen ein in Hattingen gefundener Zahn eines Mammuts, ein Webstuhl und zwei Modelle der Blankensteiner Burg samt Vorburg sowie des mittelalterlichen Hattingens. Kollektionen von alten Standuhren, Münzen, Truhen, Schränken, Töpfen, Geschirr, Krügen, Fahnen von Schützenvereinen, Türbalken mit Haussprüchen und Ähnliches vergegenwärtigen das Alltagsleben der Vergangenheit.
Daneben werden Wechselausstellungen veranstaltet, zum Beispiel von Oktober 2006 bis Januar 2007 grafische Arbeiten von Jörg Immendorff, von Dezember 2007 bis Januar 2008 Porträts von Menschen aus Tibet von Walker Xue, 2010 Arbeiten von Ulla H’loch-Wiedey, 2011 Arbeiten von Egon Stratmann und 2013 Arbeiten von Ania Hardukiewicz.
Zu den besonderen Angeboten zählen Workshops für Kinder, die Wissen und Fähigkeiten vermitteln sollen.
Das Museum wird von einem Förderverein unterstützt. Das Museum ist rollstuhlgerecht.
Das Deutsche Aphorismus-Archiv befindet sich derzeit noch im ersten Stockwerk des Museums, bis seine Bestände in die Heinrich-Heine-Universität in Düsseldorf umgezogen sind.
Seit 2019 ist das Museum ein Teil der Route der Industriekultur.